# Irmgard Anderl Krajter
Irmgard Anderl Krajter, avstrijsko-slovenska oboistka, * 1971, Salzburg, Avstrija.
Glasbeno izobraževanje je začela na glasbeni šoli v Salzburgu (prof. Alfons Thonhauser). Na državnih tekmovanjih mladih glasbenikov je osvojila več nagrad. Med letoma 1989 in 1996 je študirala oboo na salzburški Univerzi Mozarteum (prof. Arthur Jensen in Lothar Koch). Po diplomi se je zaposlila kot solooboistka v Simfoničnem orkestru RTV Slovenija. Sodeluje v več komornih ansamblih, kot so Pihalni kvintet Amaryllis, Orkester salzburške stolnice, Pro musica, Musica sacra. Poučuje tudi na Glasbeni šoli Franca Šturma v Ljubljani.
Njen mož je slovenski pozavnist Matej Krajter.